# Sigered dell'Essex
Sigered (fl. IX secolo), figlio di re Sigeric, fu l'ultimo sovrano dell'Essex, su cui regnò dal 798 all'812, anno in cui i merciani lo ridussero a semplice duca, carica che tenne fino all'825.
A lui successe Egbert del Wessex.